# Градишка регимента
Градишка регимента или Градишки пук била је војно-територијална јединица Војне крајине у Хабзбуршкој монархији. Постојала је од 1747. до 1873. године. Назив је добила по војном утврђењу у Старој Градишкој, а управно седиште регименте било је у Новој Градишкој. Све до 1850. године налазила се у саставу нове Славонске војне крајине, а потом је припадала обједињеној Хрватско-славонској војној крајини. Развојачена је 1873. године и трансформисана у Градишко окружје.
Становништво Градишке регименте чинили су Хрвати, Шокци и православни Срби.

## Историја
Током прве половине 18. века, све крајишке капетаније на подручју доње Славоније налазиле су се у саставу тадашње Посавске војне крајине, која је накнадно укључена у састав нове Славонске војне крајине. Градишки пук је основан 1747. године, након реорганизације дотадашњих крајишких капетанија на подручју славонске Посавине.
Током 1873. године извршено је развојачење свих пукова у саставу Хрватско-славонске војне крајине, али те области нису одмах прикључене Краљевини Хрватској и Славонији, већ су добиле посебну земаљску управу, која се делила на шест крајишких окружја, међу којима је био и новостворено Градишко окружје, које је образовано на подручју укунуте Градишке регименте. Тек 1881. године, сва крајишка окружја прикључена су Краљевини Хрватској и Славонији, која је тиме добила границу на рекама Сави и Уни. У оквирима проширене Краљевине, припојена окружја наставила су да постоје до 1886. годинне, када је жупанијско уређење проширено и на те просторе, чиме је довршен процес интеграције некадашњих крајишких области.